# ITF Women's Circuit 1996
L'ITF Women's Circuit 1996 è stata una serie di tornei gestita dall'organo internazionale del tennis, l'ITF. Lo scopo di questi tornei è quello di permettere, in particolare alle giovani tenniste, di migliorare la loro classifica per giocare in tornei più importanti. L'ITF Women's Circuit comprende tornei che hanno montepremi che vanno dai 5 000 ai 50 000 dollari.

## Gennaio
| Settimana  | Torneo                                                                                      | Vincitrice                                         | Finalista                      | Semifinaliste                      | Quarti di finale                                               |
| ---------- | ------------------------------------------------------------------------------------------- | -------------------------------------------------- | ------------------------------ | ---------------------------------- | -------------------------------------------------------------- |
| 9 gennaio  | ITF Women's Circuit San Antonio 1996 San Antonio, USA Cemento $10 000 Singolare - Doppio    | Erica Adams 6-3, 4-6, 6-3                          | Kelly S Wilson                 | Keirsten Alley Varalee Sureephong  | Stephanie Mabry Saori Obata Kristin Osmond Jacqueline Trail    |
| 9 gennaio  | ITF Women's Circuit San Antonio 1996 San Antonio, USA Cemento $10 000 Singolare - Doppio    | Nóra Köves Pam Nelson 2-6, 6-4, 6-1                | Saori Obata Nami Urabe         | Keirsten Alley Varalee Sureephong  | Stephanie Mabry Saori Obata Kristin Osmond Jacqueline Trail    |
| 15 gennaio | ITF Women's Circuit Turku 1996 Turku, Finlandia Sintetico indoor $10 000 Singolare - Doppio | Maria Wolfbrandt 4-6, 6-2, 6-1                     | Sofia Finér                    | Karin Ptaszek Mirja Wagner         | Linda Jansson Emily Bond Charlotte Aagaard Hanna-Katri Aalto   |
| 15 gennaio | ITF Women's Circuit Turku 1996 Turku, Finlandia Sintetico indoor $10 000 Singolare - Doppio | Karin Ptaszek Anna-Karin Svensson 6-2, 6-4         | Sofia Finér Annica Lindstedt   | Karin Ptaszek Mirja Wagner         | Linda Jansson Emily Bond Charlotte Aagaard Hanna-Katri Aalto   |
| 16 gennaio | Ciudad de Pontevedra 1996 Pontevedra, Spagna Cemento $10,000 Singolare - Doppio             | Henriette van Aalderen 7-5, 6-3                    | Alessia Lombardi               | Anne-Marie Mikkers Ol'ha Hluščenko | Emanuela Brusati Elisa Peñalvo Katrin Ittensohn Tat'jana Puček |
| 16 gennaio | Ciudad de Pontevedra 1996 Pontevedra, Spagna Cemento $10,000 Singolare - Doppio             | Anne-Marie Mikkers Henriette van Aalderen 6-2, 6-2 | Laurence Bois Emanuela Brusati | Anne-Marie Mikkers Ol'ha Hluščenko | Emanuela Brusati Elisa Peñalvo Katrin Ittensohn Tat'jana Puček |
| 17 gennaio | ITF Women's Circuit Woodlands 1996 The Woodlands, USA Cemento $10,000                       |                                                    |                                |                                    |                                                                |
| 17 gennaio | ITF Women's Circuit Woodlands 1996 The Woodlands, USA Cemento $10,000                       |                                                    |                                |                                    |                                                                |
| 22 gennaio | ITF Women's Circuit Orense 1996 Orense, Spagna Cemento $10,000                              |                                                    |                                |                                    |                                                                |
| 22 gennaio | ITF Women's Circuit Orense 1996 Orense, Spagna Cemento $10,000                              |                                                    |                                |                                    |                                                                |
| 22 gennaio | ITF Women's Circuit Mission 1996 Mission, USA Cemento $25,000                               |                                                    |                                |                                    |                                                                |
| 22 gennaio | ITF Women's Circuit Mission 1996 Mission, USA Cemento $25,000                               |                                                    |                                |                                    |                                                                |
| 23 gennaio | Swedbank Ladies 1996 Båstad, Svezia Cemento $10,000                                         |                                                    |                                |                                    |                                                                |
| 23 gennaio | Swedbank Ladies 1996 Båstad, Svezia Cemento $10,000                                         |                                                    |                                |                                    |                                                                |
| 24 gennaio | Ted-Firatpen Ladies Open 1996 Istanbul, Turchia Cemento $10,000                             |                                                    |                                |                                    |                                                                |
| 24 gennaio | Ted-Firatpen Ladies Open 1996 Istanbul, Turchia Cemento $10,000                             |                                                    |                                |                                    |                                                                |
| 29 gennaio | ITF Women's Circuit Rungsted 1996 Rungsted, Danimarca Sintetico $10,000                     |                                                    |                                |                                    |                                                                |
| 29 gennaio | ITF Women's Circuit Rungsted 1996 Rungsted, Danimarca Sintetico $10,000                     |                                                    |                                |                                    |                                                                |
| 29 gennaio | ITF Women's Circuit Wurzburg 1996 Würzburg, Germania Sintetico $25,000                      |                                                    |                                |                                    |                                                                |
| 29 gennaio | ITF Women's Circuit Wurzburg 1996 Würzburg, Germania Sintetico $25,000                      |                                                    |                                |                                    |                                                                |
| 30 gennaio | Trofeo Club Simó 1996 Maiorca, Spagna Terra rossa $10,000                                   |                                                    |                                |                                    |                                                                |
| 30 gennaio | Trofeo Club Simó 1996 Maiorca, Spagna Terra rossa $10,000                                   |                                                    |                                |                                    |                                                                |
| 30 gennaio | Open Gaz de France de Bretagne 1996 Dinan, Francia Terra rossa $10,000                      |                                                    |                                |                                    |                                                                |
| 30 gennaio | Open Gaz de France de Bretagne 1996 Dinan, Francia Terra rossa $10,000                      |                                                    |                                |                                    |                                                                |

## Febbraio
| Settimana   | Torneo                                                                              | Vincitrice | Finalista | Semifinaliste | Quarti di finale |
| ----------- | ----------------------------------------------------------------------------------- | ---------- | --------- | ------------- | ---------------- |
| 5 febbraio  | ITF Women's Circuit Mar Del Plata 1996 Mar del Plata, Argentina Terra rossa $50,000 |            |           |               |                  |
| 5 febbraio  | ITF Women's Circuit Mar Del Plata 1996 Mar del Plata, Argentina Terra rossa $50,000 |            |           |               |                  |
| 6 febbraio  | AEGON Pro Series Sunderland 1996 Sunderland, Gran Bretagna Cemento $10,000          |            |           |               |                  |
| 6 febbraio  | AEGON Pro Series Sunderland 1996 Sunderland, Gran Bretagna Cemento $10,000          |            |           |               |                  |
| 6 febbraio  | Trofeo Ibatur 1996 Maiorca, Spagna Terra rossa $10,000                              |            |           |               |                  |
| 6 febbraio  | Trofeo Ibatur 1996 Maiorca, Spagna Terra rossa $10,000                              |            |           |               |                  |
| 6 febbraio  | ITF Women's Circuit Carvoeiro 1996 Lagoa-Carvoeiro, Portogallo Cemento $10,000      |            |           |               |                  |
| 6 febbraio  | ITF Women's Circuit Carvoeiro 1996 Lagoa-Carvoeiro, Portogallo Cemento $10,000      |            |           |               |                  |
| 12 febbraio | Cali Challeneger 1996 Cali, Colombia Terra rossa $25,000                            |            |           |               |                  |
| 12 febbraio | Cali Challeneger 1996 Cali, Colombia Terra rossa $25,000                            |            |           |               |                  |
| 13 febbraio | Faro Ladies Open 1996 Faro, Portogallo Cemento $10,000                              |            |           |               |                  |
| 13 febbraio | Faro Ladies Open 1996 Faro, Portogallo Cemento $10,000                              |            |           |               |                  |
| 13 febbraio | AEGON Pro Series Sheffield 1996 Sheffield, Gran Bretagna Cemento $10,000            |            |           |               |                  |
| 13 febbraio | AEGON Pro Series Sheffield 1996 Sheffield, Gran Bretagna Cemento $10,000            |            |           |               |                  |
| 13 febbraio | Dow Corning Tennis Classic 1996 Midland, USA Cemento $50,000                        |            |           |               |                  |
| 13 febbraio | Dow Corning Tennis Classic 1996 Midland, USA Cemento $50,000                        |            |           |               |                  |
| 19 febbraio | ITF Women's Circuit Bogota 1996 Bogotà, Colombia Terra rossa $50,000                |            |           |               |                  |
| 19 febbraio | ITF Women's Circuit Bogota 1996 Bogotà, Colombia Terra rossa $50,000                |            |           |               |                  |
| 20 febbraio | AEGON Pro Series Redbridge 1996 Redbridge, Gran Bretagna Cemento $25,000            |            |           |               |                  |
| 20 febbraio | AEGON Pro Series Redbridge 1996 Redbridge, Gran Bretagna Cemento $25,000            |            |           |               |                  |
| 21 febbraio | ITF Women's Circuit Nuremberg 1996 Norimberga, Germania Sintetico $10,000           |            |           |               |                  |
| 21 febbraio | ITF Women's Circuit Nuremberg 1996 Norimberga, Germania Sintetico $10,000           |            |           |               |                  |
| 26 febbraio | ITF Women's Circuit Pretoria 1996 Pretoria, Sudafrica Cemento $10,000               |            |           |               |                  |
| 26 febbraio | ITF Women's Circuit Pretoria 1996 Pretoria, Sudafrica Cemento $10,000               |            |           |               |                  |
| 26 febbraio | AEGON Pro Series Southampton 1996 Southampton, Gran Bretagna Sintetico $50,000      |            |           |               |                  |
| 26 febbraio | AEGON Pro Series Southampton 1996 Southampton, Gran Bretagna Sintetico $50,000      |            |           |               |                  |

## Marzo
| Settimana | Torneo                                                                                      | Vincitrice | Finalista | Semifinaliste | Quarti di finale |
| --------- | ------------------------------------------------------------------------------------------- | ---------- | --------- | ------------- | ---------------- |
| 3 marzo   | ITF Women's Circuit Victoria 1996 Bendigo, Australia Erba $10,000                           |            |           |               |                  |
| 3 marzo   | ITF Women's Circuit Victoria 1996 Bendigo, Australia Erba $10,000                           |            |           |               |                  |
| 4 marzo   | ITF Women's Circuit Rockford 1996 Rockford, USA Cemento $25,000                             |            |           |               |                  |
| 4 marzo   | ITF Women's Circuit Rockford 1996 Rockford, USA Cemento $25,000                             |            |           |               |                  |
| 4 marzo   | ITF Women's Circuit Haifa 1996 Haifa, Israele Cemento $10,000                               |            |           |               |                  |
| 4 marzo   | ITF Women's Circuit Haifa 1996 Haifa, Israele Cemento $10,000                               |            |           |               |                  |
| 4 marzo   | ITF Women's Circuit Gabarone 1996 Gabarone, Botswana Cemento $10,000                        |            |           |               |                  |
| 4 marzo   | ITF Women's Circuit Gabarone 1996 Gabarone, Botswana Cemento $10,000                        |            |           |               |                  |
| 4 marzo   | ITF Women's Circuit Prostejov 1996 Prostĕjov, Repubblica Ceca Sintetico $50,000             |            |           |               |                  |
| 4 marzo   | ITF Women's Circuit Prostejov 1996 Prostĕjov, Repubblica Ceca Sintetico $50,000             |            |           |               |                  |
| 6 marzo   | Internationale Badische Damen Hallenmeisterschaften 1996 Buchen, Germania Sintetico $10,000 |            |           |               |                  |
| 6 marzo   | Internationale Badische Damen Hallenmeisterschaften 1996 Buchen, Germania Sintetico $10,000 |            |           |               |                  |
| 11 marzo  | Vanessa Phillips Circuit 1996 Tel Aviv, Israele Cemento $10,000                             |            |           |               |                  |
| 11 marzo  | Vanessa Phillips Circuit 1996 Tel Aviv, Israele Cemento $10,000                             |            |           |               |                  |
| 11 marzo  | ITF Women's Circuit Taipei 1996 Taipei, Taiwan Cemento $25,000                              |            |           |               |                  |
| 11 marzo  | ITF Women's Circuit Taipei 1996 Taipei, Taiwan Cemento $25,000                              |            |           |               |                  |
| 11 marzo  | ITF Women's Circuit Tuxtla Gutierrez 1996 Tuxtla Gutiérrez, Messico Cemento $5,000          |            |           |               |                  |
| 11 marzo  | ITF Women's Circuit Tuxtla Gutierrez 1996 Tuxtla Gutiérrez, Messico Cemento $5,000          |            |           |               |                  |
| 11 marzo  | ITF Women's Circuit Harare 1996 Harare, Zimbabwe Cemento $10,000                            |            |           |               |                  |
| 11 marzo  | ITF Women's Circuit Harare 1996 Harare, Zimbabwe Cemento $10,000                            |            |           |               |                  |
| 12 marzo  | ITF Women's Circuit Zaragoza 1996 Saragozza, Spagna Terra rossa $10,000                     |            |           |               |                  |
| 12 marzo  | ITF Women's Circuit Zaragoza 1996 Saragozza, Spagna Terra rossa $10,000                     |            |           |               |                  |
| 18 marzo  | ITF Women's Circuit Bandar 1996 Bandar Seri Begawan, Brunei Cemento $10,000                 |            |           |               |                  |
| 18 marzo  | ITF Women's Circuit Bandar 1996 Bandar Seri Begawan, Brunei Cemento $10,000                 |            |           |               |                  |
| 19 marzo  | ITF Women's Circuit Reims 1996 Reims, Francia Terra rossa $25,000                           |            |           |               |                  |
| 19 marzo  | ITF Women's Circuit Reims 1996 Reims, Francia Terra rossa $25,000                           |            |           |               |                  |
| 19 marzo  | ITF Women's Circuit Nairobi 1996 Nairobi, Kenya Terra rossa $10,000                         |            |           |               |                  |
| 19 marzo  | ITF Women's Circuit Nairobi 1996 Nairobi, Kenya Terra rossa $10,000                         |            |           |               |                  |
| 25 marzo  | ITF Women's Circuit Caen 1996 Caen, Francia Terra rossa $10,000                             |            |           |               |                  |
| 25 marzo  | ITF Women's Circuit Caen 1996 Caen, Francia Terra rossa $10,000                             |            |           |               |                  |
| 25 marzo  | Makarska Ladies Open 1996 Macarsca, Croazia Terra rossa $10,000                             |            |           |               |                  |
| 25 marzo  | Makarska Ladies Open 1996 Macarsca, Croazia Terra rossa $10,000                             |            |           |               |                  |
| 27 marzo  | ITF Women's Circuit Bandung 1996 Bandung, Indonesia Cemento $10,000                         |            |           |               |                  |
| 27 marzo  | ITF Women's Circuit Bandung 1996 Bandung, Indonesia Cemento $10,000                         |            |           |               |                  |

## Aprile
| Settimana | Torneo                                                                            | Vincitrice | Finalista | Semifinaliste | Quarti di finale |
| --------- | --------------------------------------------------------------------------------- | ---------- | --------- | ------------- | ---------------- |
| 1º aprile | Xenia Athens Open 1996 Atene, Grecia Terra rossa $10,000                          |            |           |               |                  |
| 1º aprile | Xenia Athens Open 1996 Atene, Grecia Terra rossa $10,000                          |            |           |               |                  |
| 2 aprile  | ITF Women's Circuit Moulins 1996 Moulins, Francia Cemento $10,000                 |            |           |               |                  |
| 2 aprile  | ITF Women's Circuit Moulins 1996 Moulins, Francia Cemento $10,000                 |            |           |               |                  |
| 3 aprile  | Mitra Kemayoran Women's Circuit 1996 Giacarta, Indonesia Cemento $10,000          |            |           |               |                  |
| 3 aprile  | Mitra Kemayoran Women's Circuit 1996 Giacarta, Indonesia Cemento $10,000          |            |           |               |                  |
| 8 aprile  | ITF Women's Circuit Calvi 1996 Calvi, Francia Cemento $10,000                     |            |           |               |                  |
| 8 aprile  | ITF Women's Circuit Calvi 1996 Calvi, Francia Cemento $10,000                     |            |           |               |                  |
| 15 aprile | Open Gaz de France Pau-Gelos 1996 Gelos, Francia Terra rossa $10,000              |            |           |               |                  |
| 15 aprile | Open Gaz de France Pau-Gelos 1996 Gelos, Francia Terra rossa $10,000              |            |           |               |                  |
| 15 aprile | Trofeo Ayuntamiento de Murcia 1996 Murcia, Spagna Terra rossa $75,000             |            |           |               |                  |
| 15 aprile | Trofeo Ayuntamiento de Murcia 1996 Murcia, Spagna Terra rossa $75,000             |            |           |               |                  |
| 16 aprile | ITF Women's Circuit Elvas 1996 Elvas, Portogallo Cemento $10,000                  |            |           |               |                  |
| 16 aprile | ITF Women's Circuit Elvas 1996 Elvas, Portogallo Cemento $10,000                  |            |           |               |                  |
| 23 aprile | TF Women's Circuit Azemeis 1996 Oliveira de Azeméis, Portogallo Cemento $10,000   |            |           |               |                  |
| 23 aprile | TF Women's Circuit Azemeis 1996 Oliveira de Azeméis, Portogallo Cemento $10,000   |            |           |               |                  |
| 23 aprile | AEGON Pro Series Edinburgh 1996 Edimburgo, Gran Bretagna Terra rossa $10,000      |            |           |               |                  |
| 23 aprile | AEGON Pro Series Edinburgh 1996 Edimburgo, Gran Bretagna Terra rossa $10,000      |            |           |               |                  |
| 23 aprile | Trofeo Banca Arditi Galati 1996 Bari, Italia Terra rossa $10,000                  |            |           |               |                  |
| 23 aprile | Trofeo Banca Arditi Galati 1996 Bari, Italia Terra rossa $10,000                  |            |           |               |                  |
| 29 aprile | ITF Women's Circuit Hatfield 1996 Hatfield, Gran Bretagna Terra rossa $10,000     |            |           |               |                  |
| 29 aprile | ITF Women's Circuit Hatfield 1996 Hatfield, Gran Bretagna Terra rossa $10,000     |            |           |               |                  |
| 29 aprile | ITF Women's Circuit Florianopolis 1996 Florianópolis, Brasile Terra rossa $25,000 |            |           |               |                  |
| 29 aprile | ITF Women's Circuit Florianopolis 1996 Florianópolis, Brasile Terra rossa $25,000 |            |           |               |                  |
| 29 aprile | ITF Women's Circuit Seoul 1996 Seul, Corea del Sud Terra rossa $25,000            |            |           |               |                  |
| 29 aprile | ITF Women's Circuit Seoul 1996 Seul, Corea del Sud Terra rossa $25,000            |            |           |               |                  |
| 29 aprile | Szczecin Open 1996 Stettino, Polonia Terra rossa $50,000                          |            |           |               |                  |
| 29 aprile | Szczecin Open 1996 Stettino, Polonia Terra rossa $50,000                          |            |           |               |                  |
| 30 aprile | OVS Ladies Open 1996 Guimarães, Portogallo Cemento $10,000                        |            |           |               |                  |
| 30 aprile | OVS Ladies Open 1996 Guimarães, Portogallo Cemento $10,000                        |            |           |               |                  |
| 30 aprile | ITF Women's Circuit Balaguer 1996 Balaguer, Spagna Terra rossa $10,000            |            |           |               |                  |
| 30 aprile | ITF Women's Circuit Balaguer 1996 Balaguer, Spagna Terra rossa $10,000            |            |           |               |                  |

## Maggio
| Settimana | Torneo                                                                                     | Vincitrice | Finalista | Semifinaliste | Quarti di finale |
| --------- | ------------------------------------------------------------------------------------------ | ---------- | --------- | ------------- | ---------------- |
| 6 maggio  | ITF Women's Circuit Amazonas 1996 Manaus, Brasile Cemento $10,000                          |            |           |               |                  |
| 6 maggio  | ITF Women's Circuit Amazonas 1996 Manaus, Brasile Cemento $10,000                          |            |           |               |                  |
| 6 maggio  | ITF Women's Circuit Santander 1996 Santander, Spagna Terra rossa $10,000                   |            |           |               |                  |
| 6 maggio  | ITF Women's Circuit Santander 1996 Santander, Spagna Terra rossa $10,000                   |            |           |               |                  |
| 6 maggio  | ITF Women's Circuit Seoul 1996 Seul, Corea del Sud Terra rossa $25,000                     |            |           |               |                  |
| 6 maggio  | ITF Women's Circuit Seoul 1996 Seul, Corea del Sud Terra rossa $25,000                     |            |           |               |                  |
| 6 maggio  | AEGON Pro Series Lee-on-Solent 1996 Lee-on-Solent, Gran Bretagna Terra rossa $10,000       |            |           |               |                  |
| 6 maggio  | AEGON Pro Series Lee-on-Solent 1996 Lee-on-Solent, Gran Bretagna Terra rossa $10,000       |            |           |               |                  |
| 6 maggio  | Open International du Touquet 1996 Le Touquet, Francia Terra rossa $10,000                 |            |           |               |                  |
| 6 maggio  | Open International du Touquet 1996 Le Touquet, Francia Terra rossa $10,000                 |            |           |               |                  |
| 6 maggio  | Nitra Cup 1996 Nitra, Slovacchia Terra rossa $10,000                                       |            |           |               |                  |
| 6 maggio  | Nitra Cup 1996 Nitra, Slovacchia Terra rossa $10,000                                       |            |           |               |                  |
| 13 maggio | Saris Cup Presov 1996 Prešov, Slovacchia Terra rossa $10,000                               |            |           |               |                  |
| 13 maggio | Saris Cup Presov 1996 Prešov, Slovacchia Terra rossa $10,000                               |            |           |               |                  |
| 13 maggio | Bella Cup 1996 Toruń, Polonia Terra rossa $10,000                                          |            |           |               |                  |
| 13 maggio | Bella Cup 1996 Toruń, Polonia Terra rossa $10,000                                          |            |           |               |                  |
| 13 maggio | Open GDF Bordeaux 1996 Bordeaux, Francia Terra rossa $25,000                               |            |           |               |                  |
| 13 maggio | Open GDF Bordeaux 1996 Bordeaux, Francia Terra rossa $25,000                               |            |           |               |                  |
| 13 maggio | Xenia Athens Open 1996 Atene, Grecia Terra rossa $50,000                                   |            |           |               |                  |
| 13 maggio | Xenia Athens Open 1996 Atene, Grecia Terra rossa $50,000                                   |            |           |               |                  |
| 13 maggio | Torneo Club Tennis Tortosa 1996 Tortosa, Spagna Terra rossa $10,000                        |            |           |               |                  |
| 13 maggio | Torneo Club Tennis Tortosa 1996 Tortosa, Spagna Terra rossa $10,000                        |            |           |               |                  |
| 13 maggio | ITF Women's Circuit Beijing 1996 Pechino, Cina Cemento $10,000                             |            |           |               |                  |
| 13 maggio | ITF Women's Circuit Beijing 1996 Pechino, Cina Cemento $10,000                             |            |           |               |                  |
| 20 maggio | ITF Women's Circuit Beijing 1996 Pechino, Cina Cemento $10,000                             |            |           |               |                  |
| 20 maggio | ITF Women's Circuit Beijing 1996 Pechino, Cina Cemento $10,000                             |            |           |               |                  |
| 20 maggio | ITF Women's Circuit Novi Sad 1996 Novi Sad, Jugoslavia Terra rossa $25,000                 |            |           |               |                  |
| 20 maggio | ITF Women's Circuit Novi Sad 1996 Novi Sad, Jugoslavia Terra rossa $25,000                 |            |           |               |                  |
| 20 maggio | ITF Women's Circuit Buenos Aires 1996 Buenos Aires, Argentina Terra rossa $10,000          |            |           |               |                  |
| 20 maggio | ITF Women's Circuit Buenos Aires 1996 Buenos Aires, Argentina Terra rossa $10,000          |            |           |               |                  |
| 20 maggio | ITF Women's Circuit Olsztyn 1996 Olsztyn, Polonia Terra rossa $10,000                      |            |           |               |                  |
| 20 maggio | ITF Women's Circuit Olsztyn 1996 Olsztyn, Polonia Terra rossa $10,000                      |            |           |               |                  |
| 27 maggio | Ted-Firatpen Ladies Open 1996 Istanbul, Turchia Cemento $10,000                            |            |           |               |                  |
| 27 maggio | Ted-Firatpen Ladies Open 1996 Istanbul, Turchia Cemento $10,000                            |            |           |               |                  |
| 27 maggio | ITF Women's Circuit Taiwan 1996 Taipei, Taiwan Cemento $10,000                             |            |           |               |                  |
| 27 maggio | ITF Women's Circuit Taiwan 1996 Taipei, Taiwan Cemento $10,000                             |            |           |               |                  |
| 27 maggio | Hunt Communities USTA Women's Pro Tennis Classic El Paso 1996 El Paso, USA Cemento $10,000 |            |           |               |                  |
| 27 maggio | Hunt Communities USTA Women's Pro Tennis Classic El Paso 1996 El Paso, USA Cemento $10,000 |            |           |               |                  |
| 27 maggio | ITF Women's Circuit Skopje 1996 Skopje, Macedonia Terra rossa $10,000                      |            |           |               |                  |
| 27 maggio | ITF Women's Circuit Skopje 1996 Skopje, Macedonia Terra rossa $10,000                      |            |           |               |                  |
| 27 maggio | ITF Women's Circuit Buenos Aires 1996 Buenos Aires, Argentina Terra rossa $10,000          |            |           |               |                  |
| 27 maggio | ITF Women's Circuit Buenos Aires 1996 Buenos Aires, Argentina Terra rossa $10,000          |            |           |               |                  |
| 27 maggio | Trofeu Ciutat de Barcelona 1996 Barcellona, Spagna Terra rossa $10,000                     |            |           |               |                  |
| 27 maggio | Trofeu Ciutat de Barcelona 1996 Barcellona, Spagna Terra rossa $10,000                     |            |           |               |                  |

## Giugno
| Settimana | Torneo                                                                               | Vincitrice | Finalista | Semifinaliste | Quarti di finale |
| --------- | ------------------------------------------------------------------------------------ | ---------- | --------- | ------------- | ---------------- |
| 3 giugno  | ITF Women's Circuit Taiwan 1996 Taipen, Taiwan Terra rossa $10,000                   |            |           |               |                  |
| 3 giugno  | ITF Women's Circuit Taiwan 1996 Taipen, Taiwan Terra rossa $10,000                   |            |           |               |                  |
| 3 giugno  | ITF Women's Circuit Lawrenceville 1996 Lawrenceville, USA Cemento $10,000            |            |           |               |                  |
| 3 giugno  | ITF Women's Circuit Lawrenceville 1996 Lawrenceville, USA Cemento $10,000            |            |           |               |                  |
| 10 giugno | ITF Women's Circuit Hilton Head 1996 Hilton Head, USA Cemento $10,000                |            |           |               |                  |
| 10 giugno | ITF Women's Circuit Hilton Head 1996 Hilton Head, USA Cemento $10,000                |            |           |               |                  |
| 10 giugno | ITF Women's Circuit Tashkent 1996 Tashkent, Uzbekistan Terra rossa $25,000           |            |           |               |                  |
| 10 giugno | ITF Women's Circuit Tashkent 1996 Tashkent, Uzbekistan Terra rossa $25,000           |            |           |               |                  |
| 10 giugno | ITF Women's Circuit Salzburg 1996 Salisburgo, Austria Terra rossa $25,000            |            |           |               |                  |
| 10 giugno | ITF Women's Circuit Salzburg 1996 Salisburgo, Austria Terra rossa $25,000            |            |           |               |                  |
| 10 giugno | ITF Women's Circuit Budapest 1996 Budapest, Ungheria Terra rossa $50,000             |            |           |               |                  |
| 10 giugno | ITF Women's Circuit Budapest 1996 Budapest, Ungheria Terra rossa $50,000             |            |           |               |                  |
| 17 giugno | ITF Women's Circuit Peachtree 1996 Peachtree City, USA Cemento $25,000               |            |           |               |                  |
| 17 giugno | ITF Women's Circuit Peachtree 1996 Peachtree City, USA Cemento $25,000               |            |           |               |                  |
| 17 giugno | Macha Lake Satellite 1996 Staré Splavy, Repubblica Ceca Terra rossa $10,000          |            |           |               |                  |
| 17 giugno | Macha Lake Satellite 1996 Staré Splavy, Repubblica Ceca Terra rossa $10,000          |            |           |               |                  |
| 17 giugno | ITF Women's Circuit Bytom 1996 Bytom, Polonia Terra rossa $25,000                    |            |           |               |                  |
| 17 giugno | ITF Women's Circuit Bytom 1996 Bytom, Polonia Terra rossa $25,000                    |            |           |               |                  |
| 17 giugno | ITF Women's Circuit Klosters 1996 Klosters, Svizzera Terra rossa $10,000             |            |           |               |                  |
| 17 giugno | ITF Women's Circuit Klosters 1996 Klosters, Svizzera Terra rossa $10,000             |            |           |               |                  |
| 17 giugno | ITF Women's Circuit Camucia 1996 Camucia, Italia Terra rossa $10,000                 |            |           |               |                  |
| 17 giugno | ITF Women's Circuit Camucia 1996 Camucia, Italia Terra rossa $10,000                 |            |           |               |                  |
| 24 giugno | ITF Women's Circuit Mato Grosso Sul 1996 Mato Grosso do Sul, Brasile Cemento $10,000 |            |           |               |                  |
| 24 giugno | ITF Women's Circuit Mato Grosso Sul 1996 Mato Grosso do Sul, Brasile Cemento $10,000 |            |           |               |                  |
| 24 giugno | ITF Women's CircuitMadison 1996 Madison, USA Cemento $10,000                         |            |           |               |                  |
| 24 giugno | ITF Women's CircuitMadison 1996 Madison, USA Cemento $10,000                         |            |           |               |                  |
| 24 giugno | Memorial Benito Grassi 1996 Orbetello, Italia Terra rossa $10,000                    |            |           |               |                  |
| 24 giugno | Memorial Benito Grassi 1996 Orbetello, Italia Terra rossa $10,000                    |            |           |               |                  |
| 24 giugno | Infond Open 1996 Maribor, Slovenia Terra rossa $10,000                               |            |           |               |                  |
| 24 giugno | Infond Open 1996 Maribor, Slovenia Terra rossa $10,000                               |            |           |               |                  |
| 24 giugno | TEIJIN Twaron Trophy 1996 Velp, Paesi Bassi Terra rossa $10,000                      |            |           |               |                  |
| 24 giugno | TEIJIN Twaron Trophy 1996 Velp, Paesi Bassi Terra rossa $10,000                      |            |           |               |                  |
| 24 giugno | Swedbank Ladies 1996 Båstad, Svezia Terra rossa $10,000                              |            |           |               |                  |
| 24 giugno | Swedbank Ladies 1996 Båstad, Svezia Terra rossa $10,000                              |            |           |               |                  |

## Luglio
| Settimana | Torneo | Vincitrice | Finalista | Semifinaliste | Quarti di finale |
| --------- | --- | ---------- | --------- | ------------- | ---------------- |
| 1º luglio | Kingsmill Resort Tournament 1996 Williamsburg, USA Cemento $10,000                                         |            |           |               |                  |
| 1º luglio | Kingsmill Resort Tournament 1996 Williamsburg, USA Cemento $10,000                                         |            |           |               |                  |
| 1º luglio | ITF Women's Circuit Heerhugowaard 1996 Heerhugowaard, Paesi Bassi Terra rossa $10,000                      |            |           |               |                  |
| 1º luglio | ITF Women's Circuit Heerhugowaard 1996 Heerhugowaard, Paesi Bassi Terra rossa $10,000                      |            |           |               |                  |
| 1º luglio | Torneo Internazionale Femminile Città di Sezze 1996 Sezze, Italia Terra rossa $10,000                      |            |           |               |                  |
| 1º luglio | Torneo Internazionale Femminile Città di Sezze 1996 Sezze, Italia Terra rossa $10,000                      |            |           |               |                  |
| 1º luglio | ITF Women's Circuit Sao Paulo 1996 San Paolo, Brasile Terra rossa $10,000                                  |            |           |               |                  |
| 1º luglio | ITF Women's Circuit Sao Paulo 1996 San Paolo, Brasile Terra rossa $10,000                                  |            |           |               |                  |
| 1º luglio | ITF Women's Circuit Lohja 1996 Lohja, Finlandia Terra rossa $10,000                                        |            |           |               |                  |
| 1º luglio | ITF Women's Circuit Lohja 1996 Lohja, Finlandia Terra rossa $10,000                                        |            |           |               |                  |
| 1º luglio | Internationaler Württembergische Damen-Tennis-Meisterschaften 1996 Vaihingen, Germania Terra rossa $25,000 |            |           |               |                  |
| 1º luglio | Internationaler Württembergische Damen-Tennis-Meisterschaften 1996 Vaihingen, Germania Terra rossa $25,000 |            |           |               |                  |
| 8 luglio  | ITF Women's Circuit Easton 1996 Easton, USA Cemento $10,000                                                |            |           |               |                  |
| 8 luglio  | ITF Women's Circuit Easton 1996 Easton, USA Cemento $10,000                                                |            |           |               |                  |
| 8 luglio  | Ted-Firatpen Ladies Open 1996 Istanbul, Turchia Cemento $75,000                                            |            |           |               |                  |
| 8 luglio  | Ted-Firatpen Ladies Open 1996 Istanbul, Turchia Cemento $75,000                                            |            |           |               |                  |
| 8 luglio  | Cidade de Vigo 1996 Vigo, Spagna Terra rossa $25,000                                                       |            |           |               |                  |
| 8 luglio  | Cidade de Vigo 1996 Vigo, Spagna Terra rossa $25,000                                                       |            |           |               |                  |
| 8 luglio  | ITF Women's Circuit Puchheim 1996 Puchheim, Germania Terra rossa $25,000                                   |            |           |               |                  |
| 8 luglio  | ITF Women's Circuit Puchheim 1996 Puchheim, Germania Terra rossa $25,000                                   |            |           |               |                  |
| 8 luglio  | ITF Women's Circuit Sao Paulo 1996 San Paolo, Brasile Terra rossa $10,000                                  |            |           |               |                  |
| 8 luglio  | ITF Women's Circuit Sao Paulo 1996 San Paolo, Brasile Terra rossa $10,000                                  |            |           |               |                  |
| 8 luglio  | AEGON Pro Series Felixstowe 1996 Felixstowe, Gran Bretagna Terra rossa $10,000                             |            |           |               |                  |
| 8 luglio  | AEGON Pro Series Felixstowe 1996 Felixstowe, Gran Bretagna Terra rossa $10,000                             |            |           |               |                  |
| 8 luglio  | ITF Women's Circuit Amersfoort 1996 Amersfoort, Paesi Bassi Terra rossa $10,000                            |            |           |               |                  |
| 8 luglio  | ITF Women's Circuit Amersfoort 1996 Amersfoort, Paesi Bassi Terra rossa $10,000                            |            |           |               |                  |
| 15 luglio | ITF Women's Circuit Wilmington 1996 Wilmington, USA Cemento $50,000                                        |            |           |               |                  |
| 15 luglio | ITF Women's Circuit Wilmington 1996 Wilmington, USA Cemento $50,000                                        |            |           |               |                  |
| 15 luglio | ITF Women's Circuit Fiumicino 1996 Fiumicino, Italia Terra rossa $10,000                                   |            |           |               |                  |
| 15 luglio | ITF Women's Circuit Fiumicino 1996 Fiumicino, Italia Terra rossa $10,000                                   |            |           |               |                  |
| 15 luglio | ITF Women's Circuit Sao Paulo 1996 San Paolo, Brasile Terra rossa $10,000                                  |            |           |               |                  |
| 15 luglio | ITF Women's Circuit Sao Paulo 1996 San Paolo, Brasile Terra rossa $10,000                                  |            |           |               |                  |
| 15 luglio | AEGON Pro Series Frinton 1996 Frinton-on-Sea, Gran Bretagna Erba $10,000                                   |            |           |               |                  |
| 15 luglio | AEGON Pro Series Frinton 1996 Frinton-on-Sea, Gran Bretagna Erba $10,000                                   |            |           |               |                  |
| 15 luglio | Darmstadt Tennis International 1996 Darmstadt, Germania Terra rossa $25,000                                |            |           |               |                  |
| 15 luglio | Darmstadt Tennis International 1996 Darmstadt, Germania Terra rossa $25,000                                |            |           |               |                  |
| 15 luglio | ITF Women's Circuit Bilbao 1996 Bilbao, Spagna Terra rossa $25,000                                         |            |           |               |                  |
| 15 luglio | ITF Women's Circuit Bilbao 1996 Bilbao, Spagna Terra rossa $25,000                                         |            |           |               |                  |
| 22 luglio | Ciudad de Valladolid 1996 Valladolid, Spagna Cemento $25,000                                               |            |           |               |                  |
| 22 luglio | Ciudad de Valladolid 1996 Valladolid, Spagna Cemento $25,000                                               |            |           |               |                  |
| 22 luglio | ITF Women's Circuit Fayetteville 1996 Fayetteville, USA Cemento $25,000                                    |            |           |               |                  |
| 22 luglio | ITF Women's Circuit Fayetteville 1996 Fayetteville, USA Cemento $25,000                                    |            |           |               |                  |
| 22 luglio | ITF Women's Circuit Buenos Aires 1996 Buenos Aires, Argentina Terra rossa $25,000                          |            |           |               |                  |
| 22 luglio | ITF Women's Circuit Buenos Aires 1996 Buenos Aires, Argentina Terra rossa $25,000                          |            |           |               |                  |
| 22 luglio | ITF Women's Circuit Rostock 1996 Rostock, Germania Terra rossa $25,000                                     |            |           |               |                  |
| 22 luglio | ITF Women's Circuit Rostock 1996 Rostock, Germania Terra rossa $25,000                                     |            |           |               |                  |
| 22 luglio | Ellesse Ladies Irish Open 1996 Dublino, Irlanda Terra rossa $10,000                                        |            |           |               |                  |
| 22 luglio | Ellesse Ladies Irish Open 1996 Dublino, Irlanda Terra rossa $10,000                                        |            |           |               |                  |
| 29 luglio | ITF Women's Circuit Roanoke 1996 Roanoke, USA Cemento $25,000                                              |            |           |               |                  |
| 29 luglio | ITF Women's Circuit Roanoke 1996 Roanoke, USA Cemento $25,000                                              |            |           |               |                  |
| 29 luglio | ITF Women's Circuit Rabat 1996 Rabat, Marocco Terra rossa $10,000                                          |            |           |               |                  |
| 29 luglio | ITF Women's Circuit Rabat 1996 Rabat, Marocco Terra rossa $10,000                                          |            |           |               |                  |
| 29 luglio | AEGON Pro Series Ilkley 1996 Ilkley, Gran Bretagna Erba $10,000                                            |            |           |               |                  |
| 29 luglio | AEGON Pro Series Ilkley 1996 Ilkley, Gran Bretagna Erba $10,000                                            |            |           |               |                  |
| 29 luglio | Memorial Daniela Molon Pierrel Cup 1996 Catania, Italia Terra rossa $10,000                                |            |           |               |                  |
| 29 luglio | Memorial Daniela Molon Pierrel Cup 1996 Catania, Italia Terra rossa $10,000                                |            |           |               |                  |
| 29 luglio | BMW AHG Cup 1996 Horb am Neckar, Germania Terra rossa $10,000                                              |            |           |               |                  |
| 29 luglio | BMW AHG Cup 1996 Horb am Neckar, Germania Terra rossa $10,000                                              |            |           |               |                  |

## Agosto
| Settimana | Torneo                                                                              | Vincitrice | Finalista | Semifinaliste | Quarti di finale |
| --------- | ----------------------------------------------------------------------------------- | ---------- | --------- | ------------- | ---------------- |
| 5 agosto  | ITF Women's Circuit Austin 1996 Austin, USA Cemento $50,000                         |            |           |               |                  |
| 5 agosto  | ITF Women's Circuit Austin 1996 Austin, USA Cemento $50,000                         |            |           |               |                  |
| 5 agosto  | AEGON Pro Series Southsea 1996 Southsea, Gran Bretagna Erba $10,000                 |            |           |               |                  |
| 5 agosto  | AEGON Pro Series Southsea 1996 Southsea, Gran Bretagna Erba $10,000                 |            |           |               |                  |
| 5 agosto  | ITF Women's Circuit Paderborn 1996 Paderborn, Germania Terra rossa $10,000          |            |           |               |                  |
| 5 agosto  | ITF Women's Circuit Paderborn 1996 Paderborn, Germania Terra rossa $10,000          |            |           |               |                  |
| 5 agosto  | ITF Women's Circuit Catania 1996 Catania, Italia Terra rossa $10,000                |            |           |               |                  |
| 5 agosto  | ITF Women's Circuit Catania 1996 Catania, Italia Terra rossa $10,000                |            |           |               |                  |
| 5 agosto  | ITF Women's Circuit Carthage 1996 Cartagine, Tunisia Terra rossa $10,000            |            |           |               |                  |
| 5 agosto  | ITF Women's Circuit Carthage 1996 Cartagine, Tunisia Terra rossa $10,000            |            |           |               |                  |
| 5 agosto  | ITF Women's Circuit Sopot 1996 Sopot, Polonia Terra rossa $75,000                   |            |           |               |                  |
| 5 agosto  | ITF Women's Circuit Sopot 1996 Sopot, Polonia Terra rossa $75,000                   |            |           |               |                  |
| 5 agosto  | ITF Women's Circuit Budapest 1996 Budapest, Ungheria Terra rossa $25,000            |            |           |               |                  |
| 5 agosto  | ITF Women's Circuit Budapest 1996 Budapest, Ungheria Terra rossa $25,000            |            |           |               |                  |
| 5 agosto  | Rebecq Ladiez Trophy 1996 Rebecq, Belgio Terra rossa $10,000                        |            |           |               |                  |
| 5 agosto  | Rebecq Ladiez Trophy 1996 Rebecq, Belgio Terra rossa $10,000                        |            |           |               |                  |
| 5 agosto  | Mitra Kemayoran Women's Circuit 1996 Giacarta, Indonesia Cemento $50,000            |            |           |               |                  |
| 5 agosto  | Mitra Kemayoran Women's Circuit 1996 Giacarta, Indonesia Cemento $50,000            |            |           |               |                  |
| 12 agosto | EmblemHealth Bronx Open 1996 Bronx, USA Cemento $25,000                             |            |           |               |                  |
| 12 agosto | EmblemHealth Bronx Open 1996 Bronx, USA Cemento $25,000                             |            |           |               |                  |
| 12 agosto | ITF Women's Circuit Nicolosi 1996 Nicolosi, Italia Cemento $10,000                  |            |           |               |                  |
| 12 agosto | ITF Women's Circuit Nicolosi 1996 Nicolosi, Italia Cemento $10,000                  |            |           |               |                  |
| 12 agosto | Ted-Firatpen Ladies Open 1996 Istanbul, Turchia Cemento $10,000                     |            |           |               |                  |
| 12 agosto | Ted-Firatpen Ladies Open 1996 Istanbul, Turchia Cemento $10,000                     |            |           |               |                  |
| 12 agosto | Flanders Ladies Trophy Koksijde 1996 Koksijde, Belgio Terra rossa $10,000           |            |           |               |                  |
| 12 agosto | Flanders Ladies Trophy Koksijde 1996 Koksijde, Belgio Terra rossa $10,000           |            |           |               |                  |
| 12 agosto | ITF Women's Circuit Guayaquil 1996 Guayaquil, Ecuador Terra rossa $10,000           |            |           |               |                  |
| 12 agosto | ITF Women's Circuit Guayaquil 1996 Guayaquil, Ecuador Terra rossa $10,000           |            |           |               |                  |
| 12 agosto | ITF Women's Circuit Wahlscheid 1996 Wahlscheid, Germania Terra rossa $25,000        |            |           |               |                  |
| 12 agosto | ITF Women's Circuit Wahlscheid 1996 Wahlscheid, Germania Terra rossa $25,000        |            |           |               |                  |
| 19 agosto | Kiev Ladies Open 1996 Kiev, Ucraina Terra rossa $25,000                             |            |           |               |                  |
| 19 agosto | Kiev Ladies Open 1996 Kiev, Ucraina Terra rossa $25,000                             |            |           |               |                  |
| 19 agosto | Xenia Athens Open 1996 Atene, Grecia Terra rossa $25,000                            |            |           |               |                  |
| 19 agosto | Xenia Athens Open 1996 Atene, Grecia Terra rossa $25,000                            |            |           |               |                  |
| 19 agosto | Deza Trophy 1996 Valašské Meziříčí, Repubblica Ceca Terra rossa $10,000             |            |           |               |                  |
| 19 agosto | Deza Trophy 1996 Valašské Meziříčí, Repubblica Ceca Terra rossa $10,000             |            |           |               |                  |
| 19 agosto | ITF Women's Circuit Catania 1996 Catania, Italia Terra rossa $10,000                |            |           |               |                  |
| 19 agosto | ITF Women's Circuit Catania 1996 Catania, Italia Terra rossa $10,000                |            |           |               |                  |
| 19 agosto | ITF Women's Circuit Bad Nauheim 1996 Bad Nauheim, Germania Terra rossa $10,000      |            |           |               |                  |
| 19 agosto | ITF Women's Circuit Bad Nauheim 1996 Bad Nauheim, Germania Terra rossa $10,000      |            |           |               |                  |
| 19 agosto | ITF Women's Circuit Lima 1996 Lima, Perù Terra rossa $10,000                        |            |           |               |                  |
| 19 agosto | ITF Women's Circuit Lima 1996 Lima, Perù Terra rossa $10,000                        |            |           |               |                  |
| 26 agosto | ITF Women's Circuit Sochi 1996 Soči, Russia Cemento $25,000                         |            |           |               |                  |
| 26 agosto | ITF Women's Circuit Sochi 1996 Soči, Russia Cemento $25,000                         |            |           |               |                  |
| 26 agosto | BGZ Cup 1996 Varsavia, Polonia Terra rossa $10,000                                  |            |           |               |                  |
| 26 agosto | BGZ Cup 1996 Varsavia, Polonia Terra rossa $10,000                                  |            |           |               |                  |
| 26 agosto | ITF Women's Circuit San Salvador 1996 San Salvador, El Salvador Terra rossa $10,000 |            |           |               |                  |
| 26 agosto | ITF Women's Circuit San Salvador 1996 San Salvador, El Salvador Terra rossa $10,000 |            |           |               |                  |
| 26 agosto | Copa Club The Strongest 1996 La Paz, Bolivia Terra rossa $10,000                    |            |           |               |                  |
| 26 agosto | Copa Club The Strongest 1996 La Paz, Bolivia Terra rossa $10,000                    |            |           |               |                  |

## Settembre
| Settimana    | Torneo                                                                            | Vincitrice | Finalista | Semifinaliste | Quarti di finale |
| ------------ | --------------------------------------------------------------------------------- | ---------- | --------- | ------------- | ---------------- |
| 2 settembre  | ITF Women's Circuit Beijing 1996 Pechino, Cina Cemento $25,000                    |            |           |               |                  |
| 2 settembre  | ITF Women's Circuit Beijing 1996 Pechino, Cina Cemento $25,000                    |            |           |               |                  |
| 2 settembre  | ITF Women's Circuit Santiago 1996 Santiago, Cile Terra rossa $10,000              |            |           |               |                  |
| 2 settembre  | ITF Women's Circuit Santiago 1996 Santiago, Cile Terra rossa $10,000              |            |           |               |                  |
| 2 settembre  | Ritro Slovak Open 1996 Bratislava, Slovacchia Terra rossa $75,000                 |            |           |               |                  |
| 2 settembre  | Ritro Slovak Open 1996 Bratislava, Slovacchia Terra rossa $75,000                 |            |           |               |                  |
| 2 settembre  | Città di Spoleto 1996 Spoleto, Italia Terra rossa $25,000                         |            |           |               |                  |
| 2 settembre  | Città di Spoleto 1996 Spoleto, Italia Terra rossa $25,000                         |            |           |               |                  |
| 2 settembre  | ITF Women's Circuit Donetsk 1996 Donec'k, Ucraina Terra rossa $10,000             |            |           |               |                  |
| 2 settembre  | ITF Women's Circuit Donetsk 1996 Donec'k, Ucraina Terra rossa $10,000             |            |           |               |                  |
| 9 settembre  | Open GDF SUEZ de Marseille 1996 Marsiglia, Francia Terra rossa $10,000            |            |           |               |                  |
| 9 settembre  | Open GDF SUEZ de Marseille 1996 Marsiglia, Francia Terra rossa $10,000            |            |           |               |                  |
| 9 settembre  | ITF Women's Circuit Buenos Aires 1996 Buenos Aires, Argentina Terra rossa $10,000 |            |           |               |                  |
| 9 settembre  | ITF Women's Circuit Buenos Aires 1996 Buenos Aires, Argentina Terra rossa $10,000 |            |           |               |                  |
| 9 settembre  | ITF Women's Circuit Albena 1996 Albena, Thailandia Terra rossa $10,000            |            |           |               |                  |
| 9 settembre  | ITF Women's Circuit Albena 1996 Albena, Thailandia Terra rossa $10,000            |            |           |               |                  |
| 9 settembre  | Zaton Open 1996 Zara, Croazia Terra rossa $10,000                                 |            |           |               |                  |
| 9 settembre  | Zaton Open 1996 Zara, Croazia Terra rossa $10,000                                 |            |           |               |                  |
| 9 settembre  | ITF Women's Circuit Bangkok 1996 Bangkok, Thailandia Cemento $10,000              |            |           |               |                  |
| 9 settembre  | ITF Women's Circuit Bangkok 1996 Bangkok, Thailandia Cemento $10,000              |            |           |               |                  |
| 16 settembre | ITF Women's Circuit Samutpakarn 1996 Samutpakarn, Thailandia Cemento $10,000      |            |           |               |                  |
| 16 settembre | ITF Women's Circuit Samutpakarn 1996 Samutpakarn, Thailandia Cemento $10,000      |            |           |               |                  |
| 16 settembre | Biograd Open 1996 Zaravecchia, Croazia Terra rossa $10,000                        |            |           |               |                  |
| 16 settembre | Biograd Open 1996 Zaravecchia, Croazia Terra rossa $10,000                        |            |           |               |                  |
| 16 settembre | Allianz Cup 1996 Sofia, Bulgaria Terra rossa $25,000                              |            |           |               |                  |
| 16 settembre | Allianz Cup 1996 Sofia, Bulgaria Terra rossa $25,000                              |            |           |               |                  |
| 16 settembre | Ilie Nastase Trophy Cluj Napoca 1996 Cluj-Napoca, Romania Terra rossa $10,000     |            |           |               |                  |
| 16 settembre | Ilie Nastase Trophy Cluj Napoca 1996 Cluj-Napoca, Romania Terra rossa $10,000     |            |           |               |                  |
| 16 settembre | ITF Women's Circuit Bossonnens 1996 Bossonnens, Svizzera Terra rossa $10,000      |            |           |               |                  |
| 16 settembre | ITF Women's Circuit Bossonnens 1996 Bossonnens, Svizzera Terra rossa $10,000      |            |           |               |                  |
| 16 settembre | ITF Women's Circuit Asuncion 1996 Asunción, Paraguay Terra rossa $10,000          |            |           |               |                  |
| 16 settembre | ITF Women's Circuit Asuncion 1996 Asunción, Paraguay Terra rossa $10,000          |            |           |               |                  |
| 23 settembre | Open GDF SUEZ Région Limousin 1996 Limoges, Francia Cemento $75,000               |            |           |               |                  |
| 23 settembre | Open GDF SUEZ Région Limousin 1996 Limoges, Francia Cemento $75,000               |            |           |               |                  |
| 23 settembre | ITF Women's Circuit Santa Clara 1996 Santa Clara, USA Cemento $25,000             |            |           |               |                  |
| 23 settembre | ITF Women's Circuit Santa Clara 1996 Santa Clara, USA Cemento $25,000             |            |           |               |                  |
| 23 settembre | AEGON Pro Series Telford 1996 Telford, Gran Bretagna Cemento $10,000              |            |           |               |                  |
| 23 settembre | AEGON Pro Series Telford 1996 Telford, Gran Bretagna Cemento $10,000              |            |           |               |                  |
| 23 settembre | ITF Women's Circuit Bucharest 1996 Bucarest, Romania Terra rossa $25,000          |            |           |               |                  |
| 23 settembre | ITF Women's Circuit Bucharest 1996 Bucarest, Romania Terra rossa $25,000          |            |           |               |                  |
| 23 settembre | Solaris Sibenik Open 1996 Sebenico, Croazia Terra rossa $10,000                   |            |           |               |                  |
| 23 settembre | Solaris Sibenik Open 1996 Sebenico, Croazia Terra rossa $10,000                   |            |           |               |                  |
| 28 settembre | ITF Women's Circuit Ibaraki 1996 Ibaraki, Giappone Cemento $10,000                |            |           |               |                  |
| 28 settembre | ITF Women's Circuit Ibaraki 1996 Ibaraki, Giappone Cemento $10,000                |            |           |               |                  |
| 30 settembre | ITF Women's Circuit Nottingham 1996 Nottingham, Gran Bretagna Cemento $10,000     |            |           |               |                  |
| 30 settembre | ITF Women's Circuit Nottingham 1996 Nottingham, Gran Bretagna Cemento $10,000     |            |           |               |                  |
| 30 settembre | Torneo Thessaloniki Tennis Club 1996 Salonicco, Grecia Cemento $10,000            |            |           |               |                  |
| 30 settembre | Torneo Thessaloniki Tennis Club 1996 Salonicco, Grecia Cemento $10,000            |            |           |               |                  |
| 30 settembre | ITF Women's Circuit Bogota 1996 Bogotà, Colombia Terra rossa $10,000              |            |           |               |                  |
| 30 settembre | ITF Women's Circuit Bogota 1996 Bogotà, Colombia Terra rossa $10,000              |            |           |               |                  |
| 30 settembre | ITF Women's Circuit Lerida 1996 Lleida, Spagna Terra rossa $25,000                |            |           |               |                  |
| 30 settembre | ITF Women's Circuit Lerida 1996 Lleida, Spagna Terra rossa $25,000                |            |           |               |                  |
| 30 settembre | ITF Women's Circuit Langenthal 1996 Langenthal, Svizzera Sintetico $10,000        |            |           |               |                  |
| 30 settembre | ITF Women's Circuit Langenthal 1996 Langenthal, Svizzera Sintetico $10,000        |            |           |               |                  |
| 30 settembre | ITF Women's Circuit Puerto Vallarta 1996 Puerto Vallarta, Messico Cemento $25,000 |            |           |               |                  |
| 30 settembre | ITF Women's Circuit Puerto Vallarta 1996 Puerto Vallarta, Messico Cemento $25,000 |            |           |               |                  |
| 30 settembre | ITF Women's Circuit Newport Beach 1996 Newport Beach, USA Cemento $25,000         |            |           |               |                  |
| 30 settembre | ITF Women's Circuit Newport Beach 1996 Newport Beach, USA Cemento $25,000         |            |           |               |                  |

## Ottobre
| Settimana  | Torneo                                                                                      | Vincitrice | Finalista | Semifinaliste | Quarti di finale |
| ---------- | ------------------------------------------------------------------------------------------- | ---------- | --------- | ------------- | ---------------- |
| 7 ottobre  | ITF Women's Circuit Sedona 1996 Sedona, USA Cemento $50,000                                 |            |           |               |                  |
| 7 ottobre  | ITF Women's Circuit Sedona 1996 Sedona, USA Cemento $50,000                                 |            |           |               |                  |
| 7 ottobre  | ITF Women's Circuit Burgdorf 1996 Burgdorf, Svizzera Sintetico $10,000                      |            |           |               |                  |
| 7 ottobre  | ITF Women's Circuit Burgdorf 1996 Burgdorf, Svizzera Sintetico $10,000                      |            |           |               |                  |
| 7 ottobre  | ITF Women's Circuit Nicosia 1996 Nicosia, Cipro Terra rossa $10,000                         |            |           |               |                  |
| 7 ottobre  | ITF Women's Circuit Nicosia 1996 Nicosia, Cipro Terra rossa $10,000                         |            |           |               |                  |
| 7 ottobre  | ITF Women's Circuit Messico City 1996 Città del Messico, Messico Cemento $10,000            |            |           |               |                  |
| 7 ottobre  | ITF Women's Circuit Messico City 1996 Città del Messico, Messico Cemento $10,000            |            |           |               |                  |
| 7 ottobre  | Open International de la Ville de Saint Raphael 1996 Saint-Raphaël, Francia Cemento $10,000 |            |           |               |                  |
| 7 ottobre  | Open International de la Ville de Saint Raphael 1996 Saint-Raphaël, Francia Cemento $10,000 |            |           |               |                  |
| 14 ottobre | Open GDF Suez de Touraine 1996 Joué-lès-Tours, Francia Cemento $10,000                      |            |           |               |                  |
| 14 ottobre | Open GDF Suez de Touraine 1996 Joué-lès-Tours, Francia Cemento $10,000                      |            |           |               |                  |
| 14 ottobre | ITF Femenil Britania Coatzacoalcos 1996 Coatzacoalcos, Messico Cemento $10,000              |            |           |               |                  |
| 14 ottobre | ITF Femenil Britania Coatzacoalcos 1996 Coatzacoalcos, Messico Cemento $10,000              |            |           |               |                  |
| 14 ottobre | ITF Women's Circuit Siauliai 1996 Šiauliai, Lituania Sintetico $10,000                      |            |           |               |                  |
| 14 ottobre | ITF Women's Circuit Siauliai 1996 Šiauliai, Lituania Sintetico $10,000                      |            |           |               |                  |
| 14 ottobre | ITF Women's Circuit Flensberg 1996 Flensberg, Germania Sintetico $25,000                    |            |           |               |                  |
| 14 ottobre | ITF Women's Circuit Flensberg 1996 Flensberg, Germania Sintetico $25,000                    |            |           |               |                  |
| 14 ottobre | ITF Women's Circuit Samara 1996 Samara, Russia Sintetico $25,000                            |            |           |               |                  |
| 14 ottobre | ITF Women's Circuit Samara 1996 Samara, Russia Sintetico $25,000                            |            |           |               |                  |
| 14 ottobre | AEGON Pro Series Cardiff 1996 Cardiff, Gran Bretagna Cemento $50,000                        |            |           |               |                  |
| 14 ottobre | AEGON Pro Series Cardiff 1996 Cardiff, Gran Bretagna Cemento $50,000                        |            |           |               |                  |
| 14 ottobre | ITF Women's Circuit Indian Wells 1996 Indian Wells, USA Cemento $75,000                     |            |           |               |                  |
| 14 ottobre | ITF Women's Circuit Indian Wells 1996 Indian Wells, USA Cemento $75,000                     |            |           |               |                  |
| 21 ottobre | ITF Women's Circuit Lakeland 1996 Lakeland, USA Cemento $50,000                             |            |           |               |                  |
| 21 ottobre | ITF Women's Circuit Lakeland 1996 Lakeland, USA Cemento $50,000                             |            |           |               |                  |
| 21 ottobre | ITF Women's Circuit Jurmala 1996 Jūrmala, Lettonia Sintetico $10,000                        |            |           |               |                  |
| 21 ottobre | ITF Women's Circuit Jurmala 1996 Jūrmala, Lettonia Sintetico $10,000                        |            |           |               |                  |
| 21 ottobre | Abierto Femenil de Tenis Puebla de Los Angeles 1996 Puebla, Messico Cemento $10,000         |            |           |               |                  |
| 21 ottobre | Abierto Femenil de Tenis Puebla de Los Angeles 1996 Puebla, Messico Cemento $10,000         |            |           |               |                  |
| 21 ottobre | ITF Women's Circuit Rio Grande Sul 1996 Rio Grande do Sul, Brasile Cemento $10,000          |            |           |               |                  |
| 21 ottobre | ITF Women's Circuit Rio Grande Sul 1996 Rio Grande do Sul, Brasile Cemento $10,000          |            |           |               |                  |
| 28 ottobre | ITF Women's Circuit Tampico 1996 Tampico, Messico Cemento $10,000                           |            |           |               |                  |
| 28 ottobre | ITF Women's Circuit Tampico 1996 Tampico, Messico Cemento $10,000                           |            |           |               |                  |
| 28 ottobre | AEGON Pro Series Edinburgh 1996 Edimburgo, Gran Bretagna Cemento $25,000                    |            |           |               |                  |
| 28 ottobre | AEGON Pro Series Edinburgh 1996 Edimburgo, Gran Bretagna Cemento $25,000                    |            |           |               |                  |
| 28 ottobre | Altea Star Cup 1996 Minsk, Bielorussia Sintetico $10,000                                    |            |           |               |                  |
| 28 ottobre | Altea Star Cup 1996 Minsk, Bielorussia Sintetico $10,000                                    |            |           |               |                  |
| 28 ottobre | ITF Women's Circuit Saga 1996 Saga, Giappone Sintetico $25,000                              |            |           |               |                  |
| 28 ottobre | ITF Women's Circuit Saga 1996 Saga, Giappone Sintetico $25,000                              |            |           |               |                  |
| 28 ottobre | Internationaux Féminins de la Vienne 1996 Poitiers, Francia Cemento $25,000                 |            |           |               |                  |
| 28 ottobre | Internationaux Féminins de la Vienne 1996 Poitiers, Francia Cemento $25,000                 |            |           |               |                  |
| 28 ottobre | Stockholm Ladies 1996 Stoccolma, Svezia Cemento $25,000                                     |            |           |               |                  |
| 28 ottobre | Stockholm Ladies 1996 Stoccolma, Svezia Cemento $25,000                                     |            |           |               |                  |
| 28 ottobre | ITF Women's Circuit Curacao 1996 Curaçao, Antille Olandesi Cemento $10,000                  |            |           |               |                  |
| 28 ottobre | ITF Women's Circuit Curacao 1996 Curaçao, Antille Olandesi Cemento $10,000                  |            |           |               |                  |
| 28 ottobre | ITF Women's Circuit Minas Gerais 1996 Minas Gerais, Brasile Terra rossa $10,000             |            |           |               |                  |
| 28 ottobre | ITF Women's Circuit Minas Gerais 1996 Minas Gerais, Brasile Terra rossa $10,000             |            |           |               |                  |

## Novembre
| Settimana   | Torneo                                                                                          | Vincitrice | Finalista | Semifinaliste | Quarti di finale |
| ----------- | ----------------------------------------------------------------------------------------------- | ---------- | --------- | ------------- | ---------------- |
| 4 novembre  | ITF Women's Circuit Ramat HaSharon 1996 Ramat HaSharon, Israele Cemento $25,000                 |            |           |               |                  |
| 4 novembre  | ITF Women's Circuit Ramat HaSharon 1996 Ramat HaSharon, Israele Cemento $25,000                 |            |           |               |                  |
| 4 novembre  | City of Mount Gambier Blue Lake Women's Classic 1996 Mount Gambier, Australia Cemento $25,000   |            |           |               |                  |
| 4 novembre  | City of Mount Gambier Blue Lake Women's Classic 1996 Mount Gambier, Australia Cemento $25,000   |            |           |               |                  |
| 4 novembre  | Smart ITF Women's Circuit Manila 1996 Manila, Filippine Cemento $10,000                         |            |           |               |                  |
| 4 novembre  | Smart ITF Women's Circuit Manila 1996 Manila, Filippine Cemento $10,000                         |            |           |               |                  |
| 4 novembre  | ITF Women's Circuit Santo Domingo 1996 Santo Domingo, Repubblica Dominicana Terra rossa $10,000 |            |           |               |                  |
| 4 novembre  | ITF Women's Circuit Santo Domingo 1996 Santo Domingo, Repubblica Dominicana Terra rossa $10,000 |            |           |               |                  |
| 4 novembre  | ITF Women's Circuit Sao Paulo 1996 San Paolo, Brasile Terra rossa $25,000                       |            |           |               |                  |
| 4 novembre  | ITF Women's Circuit Sao Paulo 1996 San Paolo, Brasile Terra rossa $25,000                       |            |           |               |                  |
| 11 novembre | Smart ITF Women's Circuit Manila 1996 Manila, Filippine Cemento $10,000                         |            |           |               |                  |
| 11 novembre | Smart ITF Women's Circuit Manila 1996 Manila, Filippine Cemento $10,000                         |            |           |               |                  |
| 11 novembre | ITF Women's Circuit San Salvador 1996 San Salvador, El Salvador Terra rossa $10,000             |            |           |               |                  |
| 11 novembre | ITF Women's Circuit San Salvador 1996 San Salvador, El Salvador Terra rossa $10,000             |            |           |               |                  |
| 11 novembre | ITF Women's Circuit Cairo 1996 Il Cairo, Egitto Terra rossa $10,000                             |            |           |               |                  |
| 11 novembre | ITF Women's Circuit Cairo 1996 Il Cairo, Egitto Terra rossa $10,000                             |            |           |               |                  |
| 11 novembre | Open de Havre 1996 Le Havre, Francia Terra rossa $10,000                                        |            |           |               |                  |
| 11 novembre | Open de Havre 1996 Le Havre, Francia Terra rossa $10,000                                        |            |           |               |                  |
| 11 novembre | ITF Women's Circuit Sao Paulo 1996 San Paolo, Brasile Terra rossa $10,000                       |            |           |               |                  |
| 11 novembre | ITF Women's Circuit Sao Paulo 1996 San Paolo, Brasile Terra rossa $10,000                       |            |           |               |                  |
| 11 novembre | ITF Women's Circuit Bad Gogging 1996 Bad Gögging, Germania Sintetico $25,000                    |            |           |               |                  |
| 11 novembre | ITF Women's Circuit Bad Gogging 1996 Bad Gögging, Germania Sintetico $25,000                    |            |           |               |                  |
| 11 novembre | Nyrstar Port Pirie Tennis International 1996 Port Pirie, Australia Cemento $25,000              |            |           |               |                  |
| 11 novembre | Nyrstar Port Pirie Tennis International 1996 Port Pirie, Australia Cemento $25,000              |            |           |               |                  |
| 18 novembre | ITF Women's Circuit Nuriootpa 1996 Nuriootpa, Australia Cemento $25,000                         |            |           |               |                  |
| 18 novembre | ITF Women's Circuit Nuriootpa 1996 Nuriootpa, Australia Cemento $25,000                         |            |           |               |                  |
| 18 novembre | ITF Women's Circuit Sao Paulo 1996 San Paolo, Brasile Terra rossa $10,000                       |            |           |               |                  |
| 18 novembre | ITF Women's Circuit Sao Paulo 1996 San Paolo, Brasile Terra rossa $10,000                       |            |           |               |                  |
| 18 novembre | ITF Women's Circuit Ismailia 1996 Ismailia, Egitto Terra rossa $10,000                          |            |           |               |                  |
| 18 novembre | ITF Women's Circuit Ismailia 1996 Ismailia, Egitto Terra rossa $10,000                          |            |           |               |                  |
| 18 novembre | Trofeo Ca'n Simo 1996 Maiorca, Spagna Terra rossa $10,000                                       |            |           |               |                  |
| 18 novembre | Trofeo Ca'n Simo 1996 Maiorca, Spagna Terra rossa $10,000                                       |            |           |               |                  |
| 25 novembre | Durban International Open 1996 Durban, Sudafrica Cemento $5,000                                 |            |           |               |                  |
| 25 novembre | Durban International Open 1996 Durban, Sudafrica Cemento $5,000                                 |            |           |               |                  |
| 25 novembre | ITF Women's Circuit Sao Paulo 1996 San Paolo, Brasile Cemento $10,000                           |            |           |               |                  |
| 25 novembre | ITF Women's Circuit Sao Paulo 1996 San Paolo, Brasile Cemento $10,000                           |            |           |               |                  |
| 25 novembre | Trofeo Ca'n Simo 2 1996 Maiorca, Spagna Terra rossa $10,000                                     |            |           |               |                  |
| 25 novembre | Trofeo Ca'n Simo 2 1996 Maiorca, Spagna Terra rossa $10,000                                     |            |           |               |                  |

## Dicembre
| Settimana  | Torneo                                                                      | Vincitrice | Finalista | Semifinaliste | Quarti di finale |
| ---------- | --------------------------------------------------------------------------- | ---------- | --------- | ------------- | ---------------- |
| 2 dicembre | ITF Women's Circuit Sao Paulo 1996 San Paolo, Brasile Cemento $10,000       |            |           |               |                  |
| 2 dicembre | ITF Women's Circuit Sao Paulo 1996 San Paolo, Brasile Cemento $10,000       |            |           |               |                  |
| 2 dicembre | NH Trans Ladies Indoor 1996 Ostrava, Repubblica Ceca Cemento $10,000        |            |           |               |                  |
| 2 dicembre | NH Trans Ladies Indoor 1996 Ostrava, Repubblica Ceca Cemento $10,000        |            |           |               |                  |
| 2 dicembre | Cergy Pontoise Challenger 1996 Cergy-Pontoise, Francia Cemento $50,000      |            |           |               |                  |
| 2 dicembre | Cergy Pontoise Challenger 1996 Cergy-Pontoise, Francia Cemento $50,000      |            |           |               |                  |
| 9 dicembre | ITF Women's Circuit Hope Island 1996 Hope Island, Australia Cemento $25,000 |            |           |               |                  |
| 9 dicembre | ITF Women's Circuit Hope Island 1996 Hope Island, Australia Cemento $25,000 |            |           |               |                  |
| 9 dicembre | Zubr Cup 1996 Přerov, Repubblica Ceca Cemento $10,000                       |            |           |               |                  |
| 9 dicembre | Zubr Cup 1996 Přerov, Repubblica Ceca Cemento $10,000                       |            |           |               |                  |
| 9 dicembre | ITF Women's Circuit Sao Paulo 1996 San Paolo, Brasile Cemento $10,000       |            |           |               |                  |
| 9 dicembre | ITF Women's Circuit Sao Paulo 1996 San Paolo, Brasile Cemento $10,000       |            |           |               |                  |
| 9 dicembre | ITF Women's Circuit Salzburg 1996 Salisburgo, Austria Sintetico $25,000     |            |           |               |                  |
| 9 dicembre | ITF Women's Circuit Salzburg 1996 Salisburgo, Austria Sintetico $25,000     |            |           |               |                  |